# Kaia Kanepi
Kaia Kanepi   (Haapsalu, 10 de juny de 1985) és una tennista professional estoniana. Kanepi ha guanyat 4 títols individuals del circuit WTA, sent la primera tennista d'Estònia en aconseguir un títol.
Descrita com una "especialista resident en malestar de Grand Slam" per The Guardian, amb 19 victòries sobre jugadores cap de sèrie la primera setmana de Grand Slam; només dues jugadores actives (Viktória Azàrenka i Venus Williams) en tenen més.
Va ser nomenada millor esportista femenina d'Estònia l'any 2008 per l'Associació de Periodistes esportius d'Estònia.

## Palmarès

#### Individual:10 (4−6)[3]
| Abans de 2009                             | 2009 − 2020             | Després de 2021 |
| ----------------------------------------- | ----------------------- | --------------- |
| Grand Slam (0−0)                          |                         |                 |
| WTA Tour Championships / WTA Finals (0−0) |                         |                 |
| Tier I (0−0)                              | Premier Mandatory (0−0) | WTA 1000 (0−0)  |
| Tier II (0−0)                             | Premier 5 (0−0)         | WTA 1000 (0−0)  |
| Tier III (0−2)                            | Premier (2−1)           | WTA 500 (0−1)   |
| Tier IV / V (0−0)                         | International (2−1)     | WTA 250 (0−1)   |

| Títols per superfície |
| --------------------- |
| Dura (1−6)            |
| Gespa (0−0)           |
| Terra batuda (3−0)    |

| Resultat   | Núm. | Data                   | Torneig                     | Superfície   | Oponent              | Marcador         |
| ---------- | ---- | ---------------------- | --------------------------- | ------------ | -------------------- | ---------------- |
| Finalista  | 1.   | 5 de novembre de 2006  | Hasselt, Bèlgica            | Dura (i)     | Kim Clijsters        | 3−6, 6−3, 4−6    |
| Finalista  | 2.   | 5 d'octubre de 2008    | Tòquio, Japó                | Dura         | Caroline Wozniacki   | 2−6, 6−3, 1−6    |
| Guanyadora | 1.   | 18 de juliol de 2010   | Palerm, Itàlia              | Terra batuda | Flavia Pennetta      | 6−4, 6−3         |
| Finalista  | 3.   | 23 d'octubre de 2011   | Moscou, Rússia              | Dura (i)     | Dominika Cibulková   | 6−3, 6−7(1), 5−7 |
| Guanyadora | 2.   | 7 de gener de 2012     | Brisbane, Austràlia         | Dura         | Daniela Hantuchová   | 6−2, 6−1         |
| Guanyadora | 3.   | 5 de maig de 2012      | Estoril, Portugal           | Terra batuda | Carla Suárez Navarro | 3−6, 7−6(6), 6−4 |
| Finalista  | 4.   | 23 de setembre de 2012 | Seül, Corea del Sud         | Dura         | Caroline Wozniacki   | 1−6, 0−6         |
| Guanyadora | 4.   | 25 de maig de 2013     | Brussel·les, Bèlgica        | Terra batuda | Peng Shuai           | 6−2, 7−5         |
| Finalista  | 5.   | 7 de febrer de 2021    | Melbourne, Austràlia        | Dura         | Elise Mertens        | 4−6, 1−6         |
| Finalista  | 6.   | 7 d'agost de 2022      | Washington DC, Estats Units | Dura         | Liudmila Samsonova   | 6−4, 3−6, 3−6    |

### Dobles femenins: 1 (0−1)
| Resultat  | Núm. | Data               | Torneig                | Superfície | Parella         | Oponents                        | Marcador         |
| --------- | ---- | ------------------ | ---------------------- | ---------- | --------------- | ------------------------------- | ---------------- |
| Finalista | 1.   | 15 d'abril de 2012 | Copenhaguen, Dinamarca | Dura       | Sofia Arvidsson | Kimiko Date-Krumm Rika Fujiwara | 2−6, 6−4, [5−10] |

## Trajectòria

### Individual
| Open d'Austràlia | Q2  | A           | Q1          | 2R          | 1R    | 3R          | 2R          | 2R          | 2R   | A           | 1R          | 1R          | A   | A           | 3R          | 1R          | 1R          | 3R    | QF | 1R | 0 / 14    | 14 – 14   |
| Roland Garros | Q2  | A           | 2R          | 1R          | QF    | 1R          | 2R          | 3R          | QF   | 2R          | 1R          | 1R          | Q2  | A           | 1R          | 4R          | 2R          | 1R    | 3R | 1R | 0 / 16    | 19 – 16   |
| Wimbledon | A   | A           | 1R          | 2R          | 1R    | 1R          | QF          | 1R          | A    | QF          | 2R          | 1R          | A   | Q2          | 1R          | 2R          | NC          | 1R    | 1R | 1R | 0 / 14    | 11 – 14   |
| US Open | A   | A           | 3R          | 1R          | 2R    | 1R          | QF          | 2R          | A    | 3R          | 4R          | 2R          | A   | QF          | 4R          | 2R          | 2R          | 2R    | 2R | 2R | 0 / 16    | 26 – 16   |
| Jocs Olímpics | 1R  | No celebrat | No celebrat | No celebrat | 3R    | No celebrat | No celebrat | No celebrat | A    | No celebrat | No celebrat | No celebrat | A   | No celebrat | No celebrat | No celebrat | No celebrat | A     | NC | NC | 0 / 2     | 2 – 2     |
| Total Victòries−Derrotes | 0−1 | 3−2         | 14−16       | 13−17       | 30−21 | 15−21       | 32−18       | 19−18       | 25−9 | 21−10       | 17−19       | 8−11        | 0−1 | 4−2         | 12−12       | 9−9         | 2−3         | 10−12 |    |    | 241 – 208 | 241 – 208 |
| Rànquing a final d'any | 226 | 120         | 64          | 75          | 27    | 61          | 22          | 34          | 19   | 30          | 52          | 126         | 301 | 107         | 58          | 101         | 101         | 72    |    |    |           |           |
| Llegenda: G: Guanyadora; F: Finalista; SF: Semifinalista; QF: Quarts de final; Q: Qualificació; A: Absent; RR: Round Robin; |     |             |             |             |       |             |             |             |      |             |             |             |     |             |             |             |             |       |    |    |           |           |

### Dobles femenins
| Open d'Austràlia | A  | A           | A           | 1R          | A   | 1R          | 1R          | 2R          | 2R  | A           | 2R          | A           | A | A           | A           | A           | A           | A    | A  | A  | 0 / 6 | 3 – 6 |
| Roland Garros | A  | A           | 1R          | 1R          | 1R  | 2R          | A           | 2R          | 3R  | A           | 3R          | A           | A | A           | A           | A           | A           | A    | A  | 1R | 0 / 8 | 6 – 8 |
| Wimbledon | A  | A           | 1R          | 1R          | 3R  | 3R          | 2R          | A           | A   | A           | 1R          | A           | A | A           | 2R          | A           | NC          | 1R   | 1R |    | 0 / 9 | 6 – 9 |
| US Open | A  | A           | 1R          | 1R          | 1R  | 1R          | 1R          | A           | A   | 1R          | A           | A           | A | A           | 1R          | A           | A           | A    | A  |    | 0 / 7 | 0 – 7 |
| Jocs Olímpics | 1R | No celebrat | No celebrat | No celebrat | 1R  | No celebrat | No celebrat | No celebrat | A   | No celebrat | No celebrat | No celebrat | A | No celebrat | No celebrat | No celebrat | No celebrat | A    | NC | NC | 0 / 2 | 0 – 2 |
| Rànquing a final d'any | –  | 501         | 890         | 330         | 244 | 156         | 285         | 150         | 119 | –           | 167         | –           | – | –           | 324         | –           | –           | 1384 |    |    |       |       |
| Llegenda: G: Guanyadora; F: Finalista; SF: Semifinalista; QF: Quarts de final; Q: Qualificació; A: Absent; RR: Round Robin; |    |             |             |             |     |             |             |             |     |             |             |             |   |             |             |             |             |      |    |    |       |       |